# Астор, Мадлен
Мадлен Талмаж Форс (англ. Madeleine Talmage Force; 19 июня 1893 — 27 марта 1940) — вторая жена миллионера Джона Джекоба Астора IV и одна из выживших пассажиров «Титаника».

## Биография
Мадлен родилась в Бруклине, Нью-Йорк, в семье Уильяма Харлбата Форса и Кэтрин Арвиллы Талмаж. Имела старшую сестру, Кэтрин Эммонс Форс. C Джоном Джекобом Астором IV Мадлен впервые встретилась в Бэр-Харборе, штат Мэн, в августе 1911 года, вскоре после окончания школы миссис Спенсер. 9 сентября 1911 года восемнадцатилетняя Мадлен Форс вышла замуж за сорокасемилетнего Джона Джекоба Астора в Ньюпорте, в доме семьи Астор.

## На борту «Титаника»
Супруги Астор сели на борт «Титаника» в качестве пассажиров первого класса в Шербуре, Франция. Вместе с ними в плавание отправились камердинер Виктор Роббинс, служанка Розалина Бидош, медсестра Кэролайн Эндрес и эрдельтерьер Китти.
В ночь на 15 апреля 1912 года полковник Астор сообщил Мадлен о столкновении корабля с айсбергом. Он заверил, что ущерб незначителен и попросил жену, чтобы она оделась в фиолетовый костюм, накинула норковый ворот и взяла с собой меховой обруч, изумрудное и бриллиантовое ожерелье, серьги с жемчугами, обручальное кольцо, несколько драгоценных камней и 200 долларов.
Мадлен села в шлюпку номер 4 через окно прогулочной палубы А, вместе со служанкой и медсестрой. На прощание Астор отдал жене свои перчатки. Джон Джекоб Астор и его камердинер погибли. Тело полковника было найдено 22 апреля. Мадлен и другие оставшиеся в живых пассажиры были спасены лайнером «Карпатия», и позже она больше не говорила о муже.

## Дальнейшая жизнь
14 августа 1912 года Мадлен родила сына, Джона Джекоба Астора VI, названного в честь отца. Сын Астора, Уильям Винсент утверждал, что ребёнок не является биологическим сыном покойного полковника.
22 июня 1916 года Мадлен вышла замуж за банкира Уильяма Карла Дика (1888—1953). В браке у них родилось два сына, Уильям и Джон. 21 июля 1933 года супруги развелись. Спустя четыре месяца она вышла замуж за итальянского боксёра Энцо Файрмонта, гражданская церемония прошла в Нью-Йорке. Пять лет спустя, 11 июня 1938 года, они развелись, и Мадлен вернула себе фамилию Дик.

## Смерть
Мадлен Астор умерла от болезни сердца в Палм-Бич, Флорида, 27 марта 1940 года в возрасте 46 лет. Была похоронена на кладбище Церкви Троицы в Нью-Йорке.

## В кинематографе
- 1943: Титаник — Шарлотта Тиле
- 1953: Титаник — Фрэнсис Берген
- 1979: Спасите «Титаник» — Бэверли Росс
- 1996: Титаник — Джен Мортил
- 1997: Титаник — Шарлотта Четтон
- 2003: Призраки бездны: Титаник — Пайпер Гуннарсон
- 2012: Титаник — Анджела Эке